# Хама Білліат
Хама Білліат (англ. Khama Billiat; нар. 19 серпня 1990, Хараре, Зімбабве) — зімбабвійський футболіст, півзахисник національної збірної Зімбабве та південноафриканського клубу «Мамелоді Сандаунз».

## Клубна кар'єра
У дорослому футболі дебютував 2010 року виступами за команду клубу «КАПС Юнайтед», в якій провів один рік.
Своєю грою за цю команду привернув увагу представників тренерського штабу клубу «Аякс» (Кейптаун), до складу якого приєднався 2011 року. Відіграв за кейптаунську команду наступні два сезони своєї ігрової кар'єри. Більшість часу, проведеного у складі кейптаунського «Аякса», був основним гравцем команди.
До складу клубу «Мамелоді Сандаунз» приєднався 2013 року.

## Виступи за збірну
2011 року дебютував в офіційних матчах у складі національної збірної Зімбабве. Наразі провів у формі головної команди країни 25 матчів, забивши 7 голів.
У складі збірної був учасником Кубка африканських націй 2017 року у Габоні.